# Lee Mun Ku
Lee Mun Ku es un novelista de Corea del Sur.

## Biografía
Lee Mun Ku nació en Boryeong, provincia de Chungcheong del Sur, Corea del Sur. Se graduó de Escritura creativa por la Escuela de Arte Sorabol. Ha sido editor de varias revistas y en varias editoriales, incluida Shilchon Munhak-sa y fue miembro fundador de la Asociación de Escritores Activistas por la Libertad, presidente del Comité de la Asociación de Escritores Coreanos y Director del Club Internacional PEN de Corea.

## Obra
Mientras que era estudiante de Escritura creativa en la Escuela de Arte Sorabol, el escritor Kim Dongni reconoció su talento y pudo publicar sus primeras historias Monumento Dagalla (Dagalla bulmangbi, 1965) y Olas blancas (Baekgyeol, 1966) en la revista Hyundae Munhak gracias a su recomendación. Después de graduarse, trabajó para varias revistas literarias, incluyendo Wolgan Munhak, Hanguk munhak y Silcheon munhak, y se unió a la Asociación de Escritores por la Libertad y la Realización (Jayu silcheon munin hyeobuihoe).
El tema que investiga su literatura es la sociedad agraria coreana en transición. Desde muy temprano en su carrera, mostró interés en la dura realidad de los pueblos agrícolas y pesqueros, y la vida de la gente rural alienada por la industrialización. Historias como "Este mundo de aflicciones" (Yi pungjun sesangeul) y "La vaca" (Amso) ofrecen, por ejemplo, fragmentos realistas de la vida contemporánea rural desde el punto de vista de una persona enterada de los sueños sencillos y las frustraciones corrientes de los agricultores. La novela El sueño de la perpetua tristeza (Janghanmong, 1972), por otra parte, se centra en los pobres de la ciudad, que son gente rural arrancada de la tierra de sus ancestros por el proceso de industrialización y obligada a trabajar como obreros. Un trasfondo de añoranza fluye en el texto.
La nostalgia por un lugar y por otro un modo de vida que ya no existe también está presente en Ensayos de Gwanchon (Gwanchon supil, 1977). El volumen contiene historias retrospectivas de las escenas y los personajes de la infancia del autor en Gwanchon. Lee Mun Ku proporciona bocetos de una ética de valores basada en la hospitalidad, la reciprocidad y el respeto a la vida que se desvanece junto con las formas de vida del campo. Por estas virtudes, los críticos consideran que Ensayos de Gwanchon es el tributo literario más alto que se ha rendido al mundo perdido de la Corea tradicional.
Su preocupación por el impacto de la industrialización en el campo continúa en Nuestro vecindario mientras que en Ensayos de Gwanchon es un intento, en cierta forma idealizado, de recopilar la vida de las comunidades rurales en el pasado, Nuestro vecindario habla de las realidades contemporáneas a las que se enfrentan los agricultores coreanos. El pueblo de Nuestro vecindario es un lugar invadido por tres agentes de polución: la contaminación del medio ambiente natural, la destrucción del equilibrio de la economía local por la infiltración del capital industrial y la tendencia hacia la desconfianza mutua entre los mismos agricultores. En el proceso, Lee Mun Ku critica la red de fuerzas que contribuyen a la destrucción espiritual y material de las comunidades rurales.

## Obras en coreano (lista parcial)
Recopilaciones
- Ensayos de Gwanchon
- El dique (Haebyeok 1974)
- Hoja de cardo (Eonggeongkwi ipsae, 1977)

Novelas
- La villa del sur al otro lado de las montañas (San neomeo namchon, 1990)
- Maewoldang Kim Siseup (1992)

Relatos
- Este mundo de aflicciones (Yi pungjin sesangeul)
- La vaca (Amso)
- El sueño de la perpetua tristeza (Janghanmong, 1972)

## Premios[2]
- Premio de escritura creativa coreana 1972
- Premio de escritores de literatura coreana 1978
- Fondo Shin Dongyeong para escritores 1982
- Beca Chungang de escritura creativa 1989
- Premio Literario Yosan 1990
- Premio Literario Manhae 1993
- Premio Literario Dong-in (2000)
- Premio de Literatura y Artes de la República de Corea (2001)